# Ercé-en-Lamée
Ercé-en-Lamée è un comune francese di 1 412 abitanti situato nel dipartimento dell'Ille-et-Vilaine nella regione della Bretagna.

## Società

### Evoluzione demografica
Abitanti censiti